# Allied Military Intelligence Battalion
Das Allied Military Intelligence Battalion, kurz AMIB, gilt als ein wenig bekanntes, multinationales Bataillon des westlichen Militärbündnisses NATO. Es ist Teil der 650th Military Intelligence Group des Militärgeheimdienstes der US Army. Seine Personalstärke wird auf 60 Spezialisten aus 7 NATO-Mitgliedstaaten geschätzt. Es ist an Frontoperationen und Verhören beteiligt.